# Julius Doms
Julius Doms (* 13. März 1889 in Ratibor, Oberschlesien; † 8. August 1964 in Orsoy) war ein deutscher Wirtschaftsjurist, Unternehmer und Träger des Großen Bundesverdienstkreuzes.

## Herkunft und Ausbildung
Sein Urgroßvater Joseph Doms kam aus Niederpreschkau nach Ratibor und begann im Jahr 1815 mit der Herstellung von Schnupftabak; dessen Sohn Heinrich Doms wurde zum Leiter der Handelsgesellschaft Joseph Doms. Julius Doms Eltern waren der Tabakfabrikbesitzer Franz Doms und Maria Doms geb. Klapper. Sein jüngerer Bruder war der Moraltheologe Herbert Doms. Er war ein Neffe von Wilhelm Doms. Nach dem Abitur 1907 in Ratibor absolvierte Julius Doms ein Praktikum in dem Familienbetrieb. Anschließend studierte er Rechtswissenschaften in Leipzig, München, Berlin und an der Universität Breslau. Im Jahr 1911 promovierte er mit einer Dissertation über die Stellung des Gesellschafters der Gesellschaft mit beschränkter Haftung bei Vereinigung aller Geschäftsanteile in einer Hand zum Doktor der Rechte (Dr. iur.).

## Leben und Wirken
Danach folgte die Referendarzeit, der einjährige Militärdienst und die Anstellung als Richter in Sprotau. Gleichzeitig war er als Justiziar bei dem Familienbetrieb in Ratibor tätig. Im Jahr 1913 trat er mit 25 Jahren in der vierten Generation in das väterliche Tabakfabrikationsgewerbe in Ratibor ein und wurde im Jahr 1922 dessen Geschäftsführer. Um das Jahr 1914 waren im Betrieb rund 790 Arbeitskräfte beschäftigt und die Firma wies die höchsten Steuereinnahmen der Kautabakindustrie im Deutschen Reich aus. Julius Doms gemeinsam mit Prof. Johannes Moser in Berlin forschten an neuen Verfahrenstechniken der Tabaksorten mit Einsatz von verschiedenen Aroma-Bakterien und wurden zu Inhabern mehrerer Patente, die nach Bulgarien, Jugoslawien, Mähren und Rumänien vermarktet wurden.
Julius Doms, der der DNVP, angehörte, war Abgeordneter des Kreistags, Mitglied des Oberschlesischen Provinzialausschusses und Vorsitzender des beruflichen Ehrengerichts an dem Verband der Rauch-, Kau- und Schnupftabakhersteller. Von April bis Juli 1933 war er Vertreter Oberschlesiens im preußischen Staatsrat.
Anfang Februar 1945 evakuierte Julius Doms die mobilen Teile seines Maschinen- und Lagerbestandes vor der anrückender Roten Armee in 44 Waggons nach Mähren, die Waren wurden jedoch beschlagnahmt. Im Jahr 1946 kam er in der britischen Besatzungszone an und richtete in Orsoy am Niederrhein eine neue Schnupf- und Kautabakfabrikation auf, die sich zuerst vorteilhaft entwickelte, so dass in den Jahren 1957–1958 ein eigenes Fabrikgebäude errichtet werden konnte und bis zu 300 Mitarbeiter beschäftigt wurden. Nachdem sich das Konsumverhalten von Schnupft- und Kautabak hin zu Zigaretten und Feinschnitt verlagerte, konnte sich der Betrieb nicht mehr halten – wenige Jahre nach Julius Doms Ableben (1964) musste sein Sohn die Firma aufgeben.
Neben seiner Geschäftstätigkeit engagierte sich Doms auch erneut politisch. Er war Mitglied im Kreistag von Moers und kandidierte bei der Bundestagswahl 1953 erfolglos auf der nordrhein-westfälischen Landesliste der CDU. Als Nachfolger von Walter Rinke war er in den Jahren 1954 und 1955 Bundesvorsitzender der Landsmannschaft Schlesien, seit 1960 deren Präsident. Im Jahr 1963 ist ihm das Große Bundesverdienstkreuz verliehen worden, das ihm der Minister Konrad Grundmann überreichte.
Nach ihm wurde die Julius-Doms-Straße in Leverkusen-Opladen benannt.

## Schriften (Auswahl)
- Die Stellung des Gesellschafters der Gesellschaft mit beschränkter Haftung bei Vereinigung aller Geschäftsanteile in einer Hand. Inaugural-Dissertation, R. Noske, Borna-Leipzig 1913.
  - Übersetzung: Situation de l’associé d’une société à responsabilité limitée dans le cas de la réunion de toutes les parts sociales dans une même main.
- Katholische Aktion und Zentrum. Schriftenvertriebstelle, Berlin 1932.
- Gedanken zum Recht auf Heimat. Nachgewiesen an den internationalen Dokumenten. Troisdorf/Rhl., Verl 1956.
- Heimatrecht und Vertreibung im Lichte internationalen Rechtsdokumente. Vortrag. Landsmannschaft Schlesien, Bonn 1957.
- Die völkerrechtliche Lage Schlesiens. Vortrag gehalten 19. Mai 1960. Landsmannschaft Schlesien, Bonn 1960.
- Die Abstimmung in Oberschlesien am 20. März 1921. Vortrag gehalten in Kiel am 20. März 1961. Heye & Co., Kiel 1961.